# Hoàng Mạnh Trí
Hoàng Mạnh Trí (chữ Hán: 黃孟致, ? - 1941) là một quan đại thần triều Nguyễn.

## Tiểu sử
Ông Hoàng Mạnh Trí có biểu tự Tuệ Minh (慧明), bút hiệu Tĩnh Trai (靜齋), biệt hiệu Nhiêm Lão (髯老); nguyên quán tại làng Đông Thái, huyện La Sơn, tỉnh Hà Tĩnh, Trung Kỳ nước An Nam (nay là xã Tùng Ảnh, huyện Đức Thọ, tỉnh Hà Tĩnh, Bắc Trung Bộ nước Việt Nam). Ông là trưởng nam của quan đại thần Hoàng Cao Khải và thuộc thế hệ thứ 10 của họ Hoàng Cao.
Noi theo truyền thống khoa bảng của dòng họ, sau khi nhận bằng tú tài ở Pháp, ông hồi hương và được triều đình bổ làm quan Tổng đốc Nam Định, đương thời gọi là cụ Thượng Nam. Sau lại thăng Hiệp biện Trí sự, rồi về trí sĩ với hàm Hiệp tá Đại học sĩ. Trong những năm cuối đời, ông quy y Phật pháp và lấy ngâm vịnh làm thú vui.

## Giai thoại
Trong thời kỳ làm Tổng đốc Hà Tĩnh, ông Thúc Giạ Thị từng làm bốn bài thơ xướng họa với ông Hoàng Mạnh Trí, trong đó có mấy câu chú:
- Tiên sinh quê ở tỉnh Hà Tĩnh, trong tỉnh có Hồng Lĩnh là dãy núi nổi tiếng nhất, nên núi còn có tên gọi Chung Dục.[2]
- Linh Xuân tức là Diên Mậu Hoàng đại nhân, Hoa Ngạc lâu tức là quan chế phủ Hà Đông Hoàng Trọng Phu đại nhân đấy.[3]
- Ngạn ngữ nói "Ngưu Chử dẫu sắp tan chợ thì giá cả cũng không thể đắt hơn". Từ xã Đông Thái ra phía Bắc có sông, giữa sông lại có một cồn nhỏ gọi là Ngưu Chử, dùng làm nơi họp chợ. Đông Thái còn là chốn ở của tiên sinh.[4]
- Tiên sinh là con đầu lòng của Diên Mậu quận công, lại là anh cả của tổng đốc Hà Đông, nên được gọi "lão râu". Tiên sinh còn dựng một am thờ Phật.[5]

| 讀協佐致政靜齋黃先生孟致園亭新詠四首答和原韻其四                    | Độc hiệp tá Trí Chánh Tĩnh Trai Hoàng tiên sinh Mạnh Trí viên đình tân vịnh tứ thủ đáp họa nguyên vận kỳ tứ                    | Đọc bốn bài thơ vịnh vườn đình của quan hiệp tá về hưu Tĩnh Trai Hoàng Mạnh Trí, theo vần họa đáp kỳ bốn                                                               |
| ------------------------------------------------------------------- | --- | --- |
| 文學三蘇重兩圻， 退閒髯老佛皈依。 秋聲不待風吹到， 已羨蓴鱸鮮且肥。 | Văn học Tam Tô trọng lưỡng kỳ, Thối nhàn nhiêm lão Phật quy y. Thu thanh bất đãi phong xuy đáo, Dĩ tiện thuần lư tiên thả phì. | Văn học như ba nhà họ Tô nổi tiếng khắp Trung Bắc, Về hưu nhàn rỗi "lão râu" quy y Phật pháp. Không chờ gió đưa hơi thu cũng đến, Đã thích ăn cá vừa tươi lại vừa béo. |